# Le Lardu
Le Lardu is een Franse kaas die in de Bourgondië geproduceerd wordt door de Fromagerie Chevenet in Hurigny.
De Lardu is een klein, vers geitenkaasje dat omwikkeld is met een reep gerookt spek. Dit geeft een zeer eigen smaak aan de kaas.
Om de kaas te eten wordt het aangeraden de kaas eerst te verwarmen, dan komt het geheel het best tot zijn recht.